# Рогачевская
Рогачевская — нежилая деревня в Шенкурском районе Архангельской области. Входит в состав муниципального образования «Федорогорское».

## География
Деревня расположена в южной части Архангельской области, в таёжной зоне, в пределах северной части Русской равнины, в 18 километрах на северо-запад от города Шенкурска, на левом берегу реки Пинежка, близ впадения её в  Вагу. Ближайшие населённые пункты: на востоке, на противоположном берегу реки, деревня Смотраковская.
Часовой пояс
Рогачевская, как и вся Архангельская область, находится в часовой зоне МСК (московское время). Смещение применяемого времени относительно UTC составляет +3:00.

## Население
| 2002 | 2010 | 2012 |
| ---- | ---- | ---- |
| 0    | →0   | →0   |

## История
Указана в «Списке населённых мест по сведениям 1859 года» в составе Шенкурского уезда(2-го стана) Архангельской губернии под номером «2296» как «Рогачевская». Насчитывала 1 двор, 2 жителей мужского пола и 4 женского.
В «Списке населенных мест Архангельской губернии к 1905 году» деревня Рогачевская (Березникъ) насчитывает 26 дворов, 112 мужчин и 74 женщины. В административном отношении деревня входила в состав Смотроковского сельского общества Смотроковской волости.
На 1 мая 1922 года в поселении 35 дворов, 67 мужчин и 104 женщины.